# Mysticum / Ulver
Mysticum / Ulver je split album dvaju norveških black metal-sastava: Mysticum i Ulver. Diskografska kuća Necromantic Gallery Productions objavila ga je 14. lipnja 1994.

## Pozadina
Ulver je snimio svoj demoalbum Vargnatt u listopadu 1993. u Stovner Rockefabrikku u Oslu. Pjesma "Ulverytternes kamp" iz ovog dema pojavila se na ovom splitu. Mysticum je snimio pjesme "Mourning" u svibnju 1993. tijekom snimanja demoalbuma Medusa's Tears koji je izdan u srpnju 1993., ali se ova pjesma nije pojavila na ovom izdanju. U lipnju 1994. diskografska kuća Necromantic Gallery Productions objavila je split EP album ograničen na 100 primjeraka kao LP.

## Popis pjesama
| 1. | »Mourning« | Mysticum | 4:21 |

| Strana B | Strana B             | Strana B | Strana B | Strana B | Strana B | Strana B | Strana B | Strana B | Strana B |
| Br.      | Skladba              | Sastav   | Trajanje |          |          |          |          |          |          |
| -------- | -------------------- | -------- | -------- | -------- | -------- | -------- | -------- | -------- | -------- |
| 2.       | »Ulverytternes kamp« | Ulver    | 6:30     |          |          |          |          |          |          |
| 10:51    |                      |          |          |          |          |          |          |          |          |

## Recenzije
Album je dobio više negativnih recenzija. Kaernk s web-stranice Rate Your Music napisao je: "Ovo je nekada moglo biti zanimljivo, no ako ste okorjeli kolekcionar, možda i danas, ali stvarno ne vidim smisla zamarivati se time."

## Zasluge
| Ulver - C. Michael – bubnjevi - A. Reza – gitara - Grellmund – gitara - Kris R. – vokal - H. Jørgensen – gitara - Robin – bas-gitara | Mysticum - Dr. Beat – bas-gitara, programiranje bubnjeva - Cerastes – vokal, gitara - Prime Evil – vokal, gitara |